# Lactato de calcio
El lactato de calcio (aparece en la literatura abreviado como CLC) es una sal cálcica del ácido láctico. En la industria alimentaria se emplea como conservante natural y se muestra con el código E 327. Se ha encontrado de forma natural en algunos alimentos como ciertos quesos curados.

## Propiedades
El lactato cálcico es una sal del ácido láctico que se neutralizó con el carbonato de calcio. El ácido láctico suele producirse en los procesos de fermentación de ciertas frutas. Suele presentarse en forma de polvo blanco soluble en agua, aunque también con el etanol. Posee una fórmula (C3H5O3)2Ca •n H2O (n = 0-5) que puede llegar a presentarse en una estructura pentahidratada. Suele convivir en mezclas racémicas con sus estereoisómeros.

## Usos
Se emplea fundamentalmente en la industria alimentaria, en el procesado de ciertos alimentos con el objeto de estabilizar la estructura interna de la textura de ciertas frutas, hortalizas y en particular de las patatas. En los cortes de ciertas frutas como el melón proporciona una mayor vida y textura, mejorando las prestaciones que viene haciendo el cloruro cálcico. También posee una cierta actividad antioxidante. Se encuentra a veces de forma natural en ciertos quesos curados. En algunos casos se puede emplear como suplemento dietético del calcio por su absorción intestinal. Llegando a ser un tratamiento en casos diagnosticados de Hipocalcemia. En algunas ocasiones se incluye en algunos alimentos sin azúcar con el objeto de prevenir la caída de los dientes. En los chicles se añade, junto con el edulcorante artificial denominado xilitol con el objeto de remineralizar los dientes.